# Nemanja Stošković
Nemanja Stošković (Kirin Serbia: Немања Стошковић; sinh 21 tháng 2 năm 1990) là một Tiền vệ cánh phải bóng đá Serbia gần đây đá cho FK Sloboda Užice.

## Sự nghiệp
Vào tháng 6 năm 2016, Stošković gia hạn hợp đồng cùng với FC Shirak, trước đó ký hợp đồng cho câu lạc bộ vào tháng 2 năm 2016. Anh rời câu lạc bộ trước khi sang năm 2017.